# ヴェルデン
ヴェルデン (ドイツ語: Welden) は、ドイツ連邦共和国バイエルン州シュヴァーベン行政管区のアウクスブルク郡に属す市場町で、ヴェルデン行政共同体の本部所在地である。

## 地理
ヴェルデンは、アウクスブルク＝ヴェストリヘ・ヴェルダー自然公園内のホルツヴィンケル地域の中心である。
ヴェルデン地区とエーガッタ地区はツーザム川の支流であるラウグナ川の谷底に位置する。ロイテルンは、ツーザム川とラウグナ川との間の高台に位置している。
この町は、3つのゲマインデタイル（地理上の地区）で構成されている。
- エーガッタ
- ロイテルン
- ヴェルデン

## 歴史

### 19世紀まで
町の名前 Welden は、「森に面した入植地」を意味する。この町は、ラグナ川の谷を北から切り拓いた開墾入植地として9世紀末に開墾され、定住がなされた。この集落の最初の文献記録は1156年になされた。ヴェルデンは、ブルガウ辺境伯からレーエンを授かった騎士のヴェルデン家の本拠地であった。集落は1402年に市場町に昇格した。1597年にフッガー家がヴェルデンの領主権を買い取り、1764年にフッガー＝ヴェレンブルク家が断絶するまでこれを保持していた。その後この町は、1806年にバイエルン王国に帰属するまでの数十年間オーストリアの一部（ヴェルデン保護領）であった。

### 20世紀
1903年12月5日からヴェルデンはアウクスブルクからの鉄道の終点であった。この路線は1986年まで旅客列車や貨物列車が運行していた。現在鉄道跡は自転車道となっている。
ヴェルデンは、1862年から1929年まではベツィルクスアムト・ツースマールスハウゼン（ツースマールスハウゼン管区）に、1929年からはベツィルクスアムト・アウクスブルク（アウクスブルク管区）に属した。このベツィルクスアムトは、1939年にラントクライス・アウクスブルク（アウクスブルク郡）と改組された。
1937年から1940年まで「Z-Hiag」という暗号名で、森の中に広さ 40 ha の爆薬原料の製造工場が建設された。経営母体はデグサのフランクフルトの子会社 Paraxol GmbH であった。製造されていたのはペンタエリトリトールやメタノール爆薬原料であった。1944年に製造はロケット燃料に切り替えられた。戦後、掩蔽壕は爆破された。その敷地はドイツ連邦軍が倉庫として利用している。

### 町村合併
市町村再編に伴い、1978年5月1日にロイテルンがヴェルデンに合併した。同時にシュトライトハイム（現在はツースマールスハウゼンに含まれる）に属していた小集落エーガッタもヴェルデンに編入された。エーガッタは、学区や教会区の上では1978年以前からすでにヴェルデンに属していた。2002年に市場町昇格600周年を記念して、町全体で大規模な歴史祭が開催された。

## 住民

### 人口推移
1988年から2018年までの間にこの町の人口は、2,994人から3,808人まで、814人、約 27.2 % 増加した。

### 首長
1978年以降の町長を以下に列記する。
| 就任年 | 名前                                         | 政党    |
| ------ | -------------------------------------------- | ------- |
| 1978年 | ヘルマン・シュミット (Hermann Schmid)        | CSU/SPD |
| 1990年 | ペーターベルクマイアー (Peter Bergmeir)      | SPD/FWV |
| 2020年 | シュテファン・シュナイダー (Stefan Scheider) | FWV/WiR |

### 議会
ヴェルデンの町議会は16議席からなる。

### 紋章
図柄: 金地。緑の丘の上、2本の緑のモミの木の間に銀の塔の遺構が描かれている。

### 姉妹自治体
- ノヴェー・ストラシェツィー（チェコ語版、英語版）（チェコ、中央ボヘミア州）[8]

## 文化と見所

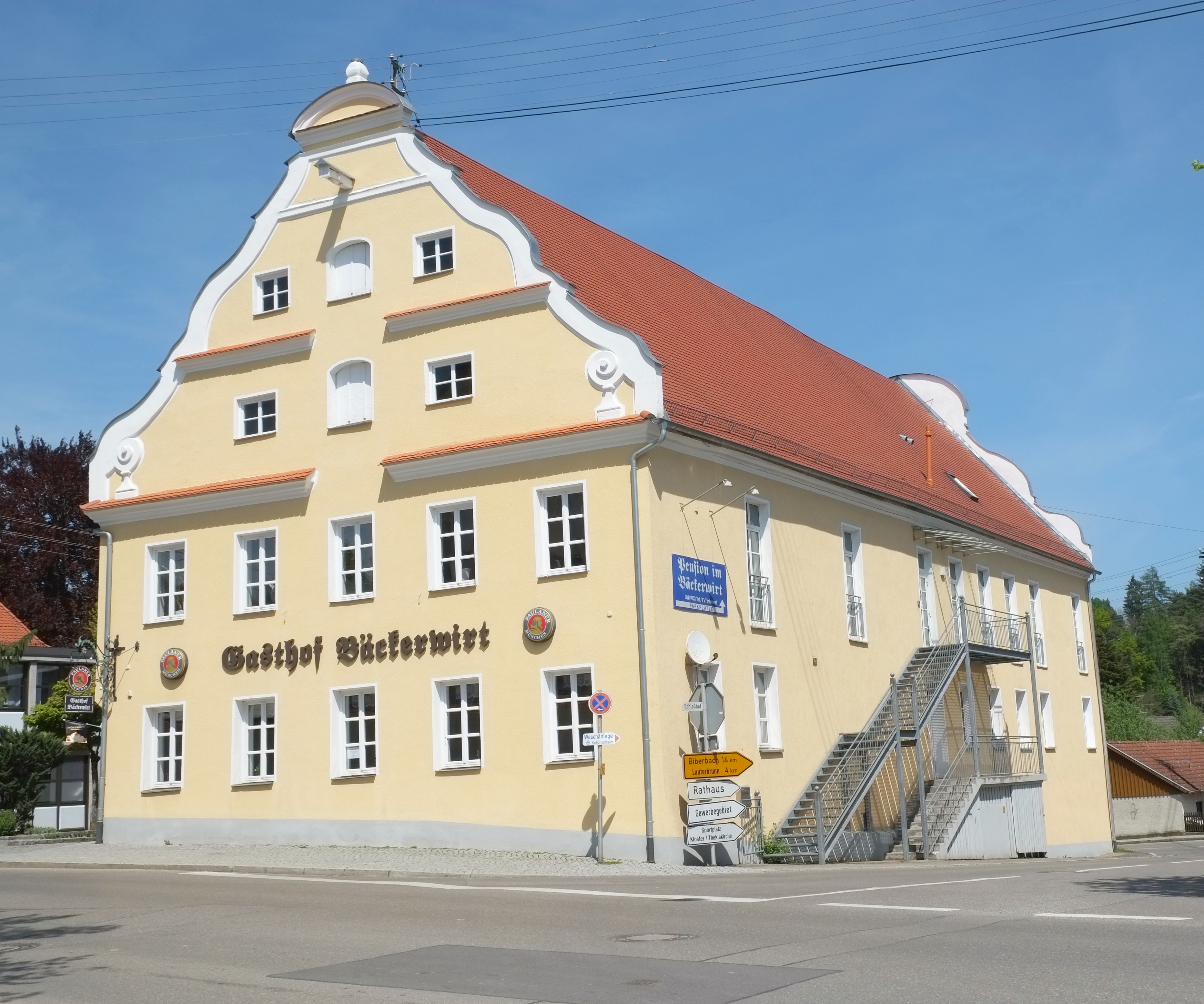
ヴェルデンのウンテーレス・シュロス

### 建築文化財
- カトリックの教区教会である受胎告知教会。マテウス・ギュンター（ドイツ語版、英語版）のフレスコ（初期作品）がある。
- 城趾の近くにある聖テクラ奉納教会、1931年からカルメル会の修道院教会となっている。
- 後期ゴシック様式の十四救難聖人墓地礼拝堂
- 教区教会の近くにある旧「ウンテーレス・シュロス」（直訳: 下の城館）

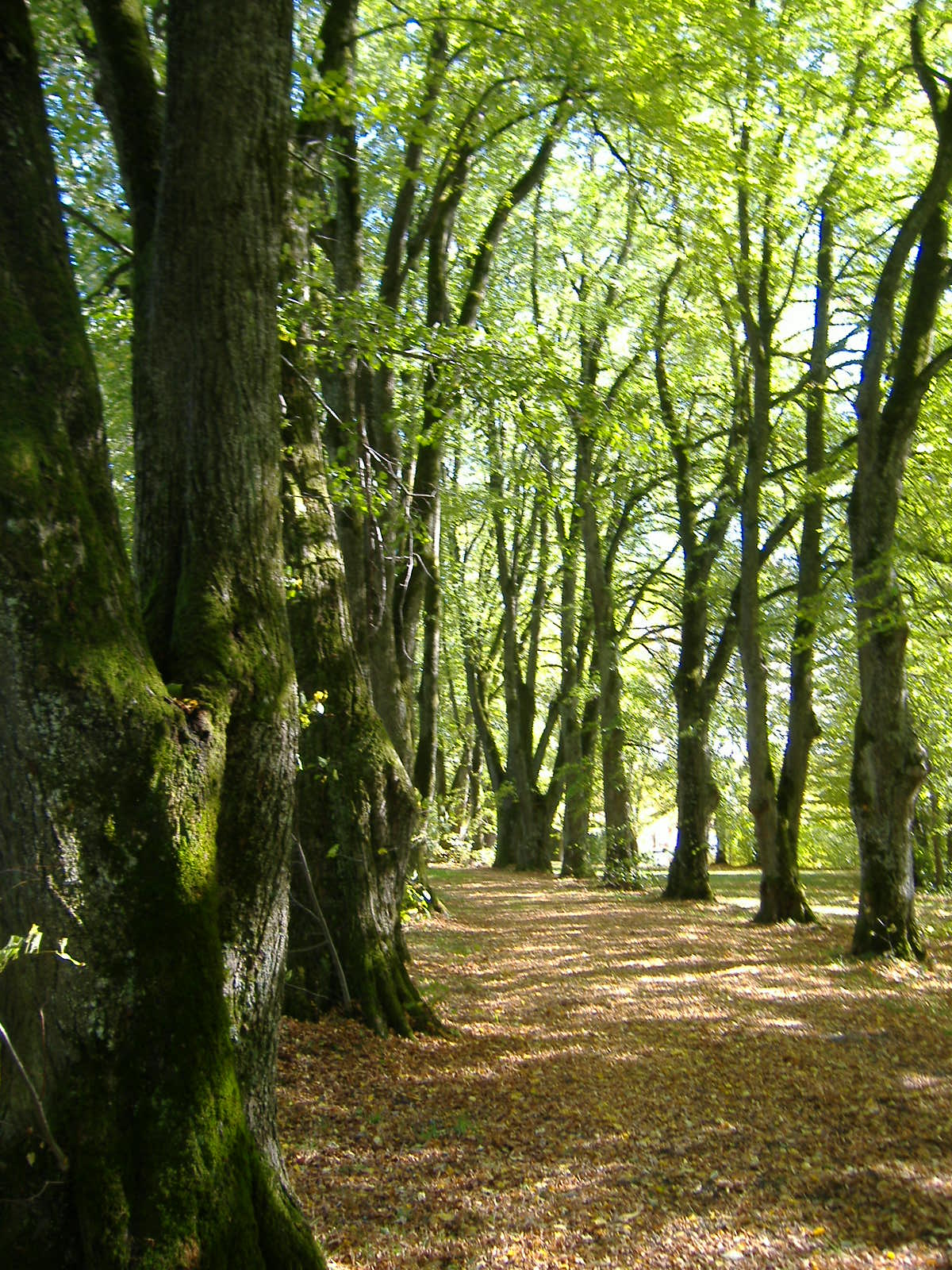
ガングホーファー＝アレー

- ヴェルデン修道院

### 自然文化財
- ガングホーファー＝アレー（直訳: ガングホーファーの並木道）

### 埋蔵文化財
- 中世初期の環状土塁シュネーブルク
- テクラベルクの中世盛期のヴェルデン城趾

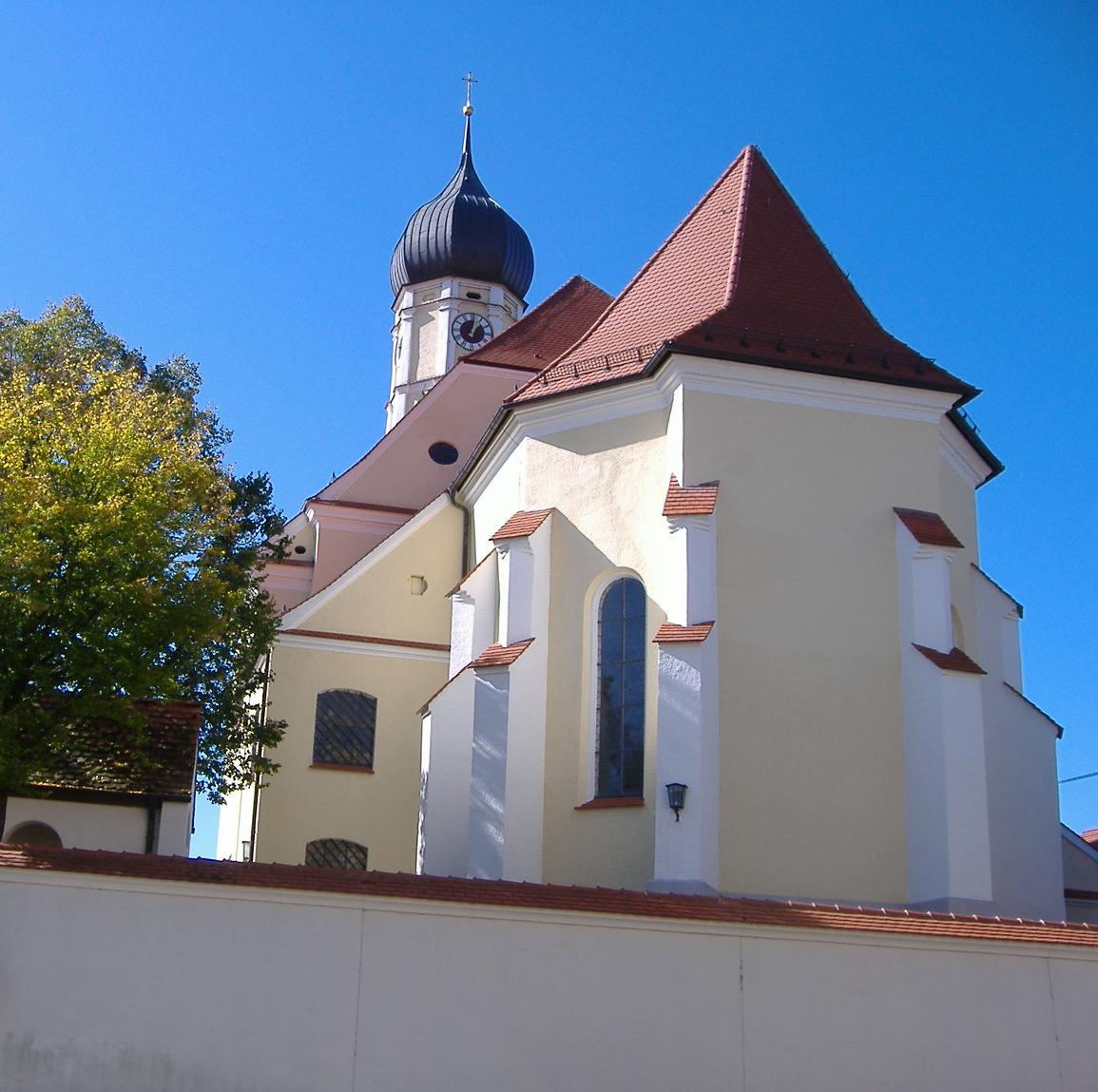
受胎告知教会
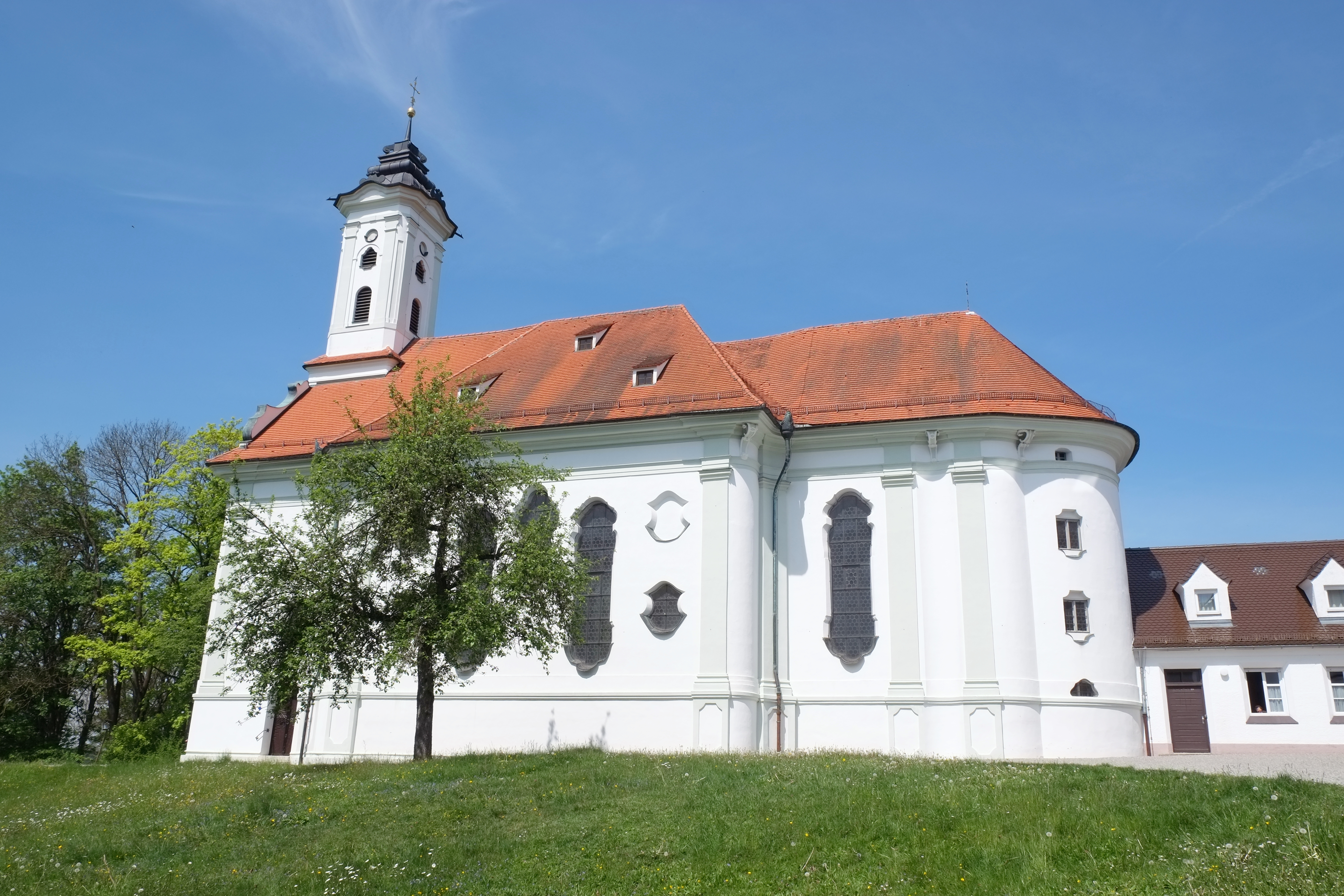
聖テクラ教会
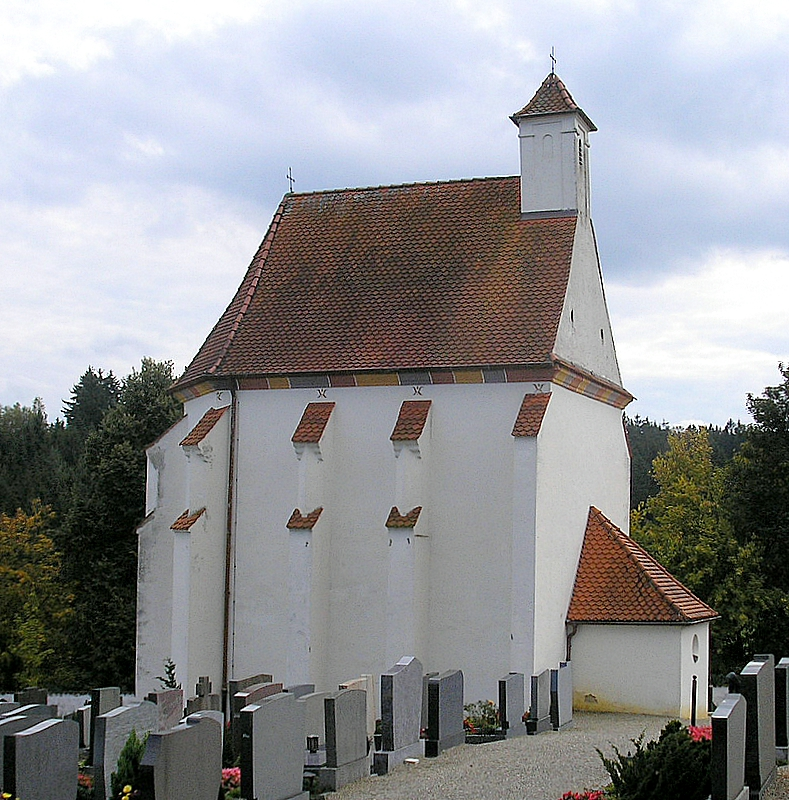
十四救難聖人墓地礼拝堂
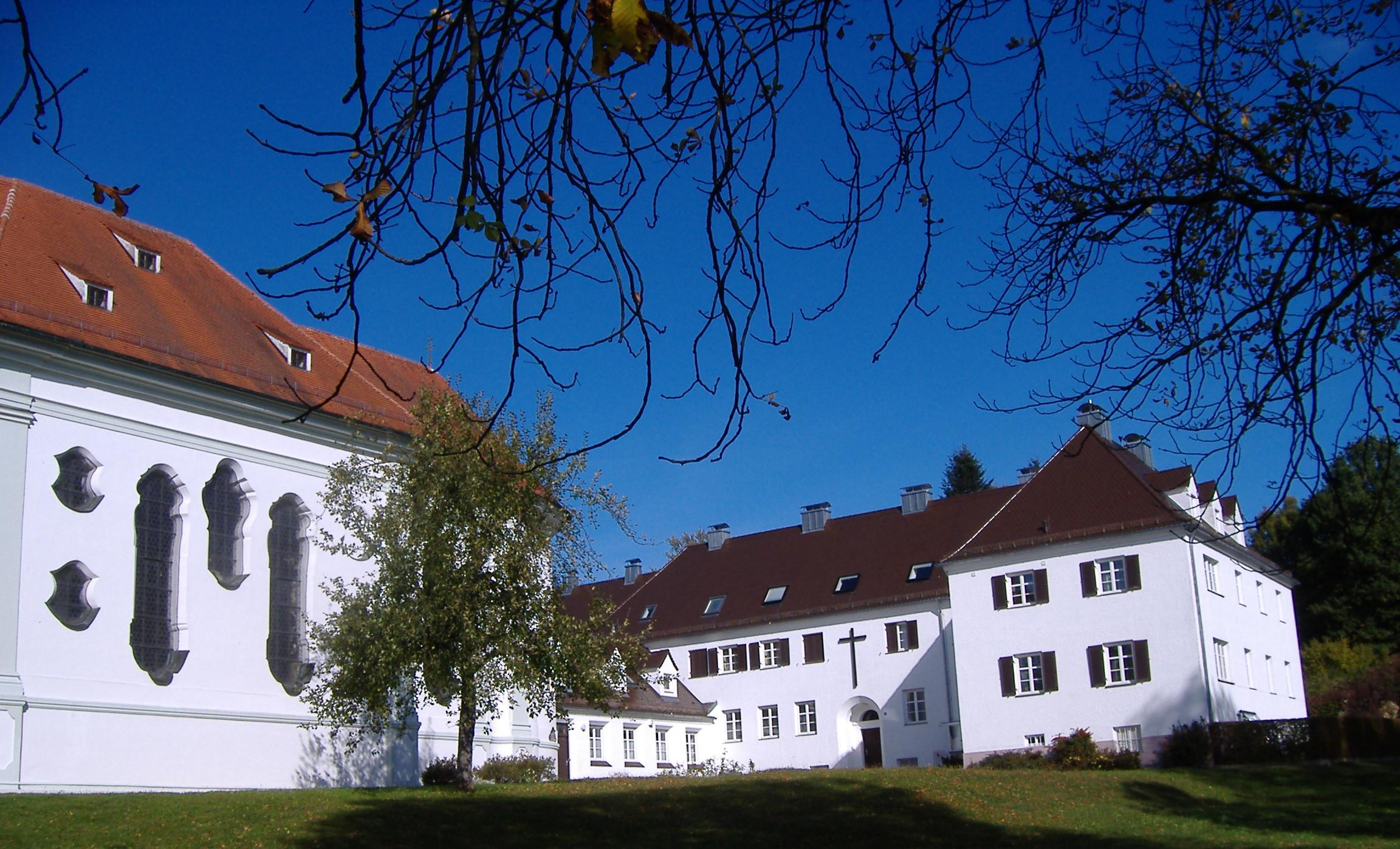
ヴェルデン修道院

## 人物

### ゆかりの人物
- ルートヴィヒ・ガングホーファー（ドイツ語版、英語版）（1855年 - 1920年）作家。1859年から1865年まで子供時代の大部分をヴェルデンで過ごした。

## 関連図書
- Ludwig Langenmair (1986). Markt Welden. ed. Welden: Ein Markt mit reicher Vergangenheit. Welden
- Marktgemeinde Welden, ed (2002). 600 Jahre Marktrecht – Welden feiert seine Geschichte. Welden